# Sunfoil Series 2016/17
Die Sunfoil Series 2016/17 war die 88. Saison des vormals als Currie Cup bekannten nationalen First-Class-Cricket-Wettbewerbes in Südafrika und wurde vom 6. Oktober 2016 bis zum 12. Februar 2017 ausgetragen. Das Turnier wurde durch die Knights.

## Format
Die Mannschaften spielten in einer Division gegen jede andere jeweils zwei Spiele. Für einen Sieg erhielt ein Team zunächst 10 Punkte, für ein Unentschieden (beide Mannschaften erzielen die gleiche Anzahl an Runs) 6 Punkte. Sollte kein Ergebnis erreicht werden und das Spiel in einem Remis enden, bekommen beide Mannschaften 0 Punkte, wenn das Spiel abgesagt wird, 5 Punkte. Zusätzlich besteht die Möglichkeit, in den ersten 100 Over des ersten Innings Bonuspunkte zu sammeln. Dabei werden für die ersten 150 Runs ein Punkt und für jeden weiteren Run 0,02 Punkte vergeben, jeweils 1 Bowling Bonus Punkte gibt es für das Erreichen des 3, 5, 7, 9 Wickets. Im Falle einer Reduktion der Spieldauer auf einen Tag werden keine Bonuspunkte vergeben. Des Weiteren ist es möglich, dass Mannschaften Punkte abgezogen bekommen, wenn sie beispielsweise zu langsam spielen oder der Platz nicht ordnungsgemäß hergerichtet ist. Am Ende der Saison ist der Sieger der Division der Gewinner der Meisterschaft.

## Resultate

### Tabelle
Die Tabelle der Saison nahm am 7. November 2016 die nachfolgende Gestalt an.
| Teams          | Sp. | S | N | U | R | A | Bat   | Bwl | Ded | Punkte |
| -------------- | --- | - | - | - | - | - | ----- | --- | --- | ------ |
| Titans         | 5   | 2 | 2 | 0 | 1 | 0 | 21.74 | 18  | 0   | 59.74  |
| Knights        | 5   | 2 | 1 | 0 | 2 | 0 | 16.2  | 19  | 0   | 55.2   |
| Warriors       | 5   | 2 | 2 | 0 | 1 | 0 | 20.8  | 14  | 0   | 54.8   |
| Dolphins       | 5   | 2 | 1 | 0 | 2 | 0 | 17.58 | 17  | 0   | 54.58  |
| Highveld Lions | 5   | 2 | 1 | 0 | 2 | 0 | 14.14 | 16  | 0   | 50.14  |
| Cape Cobras    | 5   | 0 | 3 | 0 | 2 | 0 | 12.86 | 14  | 0   | 26.86  |

Sieg: 10 Punkte; Remis: 0 Punkte

### Spiele
| 6. – 9. Oktober Scorecard | Johannesburg | Cape Cobras 102 (35) & 211 (62.4) | – | Highveld Lions 154 (52.5) & 160-0 (26.5) |
|                           |              | Lions gewinnt mit 10 Wickets      |   |                                          |

| 6. – 9. Oktober Scorecard | Centurion | Titans 287 (85.2) & 57 (14.2) | – | Knights 174 (58.1) & 172-6 (39.4) |
|                           |           | Knights gewinnt mit 4 Wickets |   |                                   |

| 6. – 9. Oktober Scorecard | East London | Dolphins 478 (138.3)                           | – | Warriors 230 (91.3) & 178-55.5 (f/o) |
|                           |             | Dolphins gewinnt mit einem Innings und 70 Runs |   |                                      |

| 13. – 16. Oktober Scorecard | Potchefstroom | Dolphins 253 (63.4) & 83 (35.3) | – | Highveld Lions 110 (34.5) & 149 (45.4) |
|                             |               | Dolphins gewinnt mit 77 Runs    |   |                                        |

| 13. – 16. Oktober Scorecard | Bloemfontein | Knights 342 (79.2) & 342 (77) | – | Cape Cobras 241 (78) & 268 (59.4) |
|                             |              | Knights gewinnt mit 175 Runs  |   |                                   |

| 13. – 16. Oktober Scorecard | Port Elizabeth | Titans 227 (86.4) & 235 (69.2) | – | Warriors 358 (117.5) & 105-4 (35) |
|                             |                | Warriors gewinnt mit 6 Wickets |   |                                   |

| 20. – 22. Oktober Scorecard | Centurion | Dolphins 207 (67) & 187 (65.2)               | – | Titans 432 (109.1) |
|                             |           | Titans gewinnt mit einem Innings und 38 Runs |   |                    |

| 20. – 23. Oktober Scorecard | Kapstadt | Warriors 525-7d (144) | – | Cape Cobras 567-7 (188) |
|                             |          | Remis                 |   |                         |

| 20. – 23. Oktober Scorecard | Kimberley | Highveld Lions 483 (112.5) & 310-9 (99) | – | Knights 572 (142) |
|                             |           | Remis                                   |   |                   |

| 27. – 30. Oktober Scorecard | Durban | Dolphins 311 (100.5) & 12-1 (9) | – | Knights 221 (78.3) |
|                             |        | Remis                           |   |                    |

| 27. – 30. Oktober Scorecard | Kapstadt | Cape Cobras 235 (74.3) & 115                 | – | Titans 400 (103) |
|                             |          | Titans gewinnt mit einem innings und 50 Runs |   |                  |

| 27. – 30. Oktober Scorecard | Johannesburg | Highveld Lions 308 (94) & 335-8d (106.4) | – | Warriors 356 (86.5) & 139 (34.1) |
|                             |              | Lions gewinnt mit 148 Runs               |   |                                  |

| 3. – 6. November Scorecard | Paarl | Dolphins 478 (155.1) & 207-4 (62) | – | Cape Cobras 447 (123.4) |
|                            |       | Remis                             |   |                         |

| 3. – 6. November Scorecard | Potchefstroom | Highveld Lions 206 (67.3) & 187-2 (56) | – | Titans 431-6d (121.3) |
|                            |               | Remis                                  |   |                       |

| 3. – 6. November Scorecard | Port Elizabeth | Warriors 339 (107.4) & 236 (58) | – | Knights 179 (59.3) & 289 (91.4) |
|                            |                | Warriors gewinnt mit 107 Runs   |   |                                 |

| 5. – 8. Januar Scorecard | Durban | Dolphins | – | Warriors |
|                          |        |          |   |          |

| 5. – 8. Januar Scorecard | Paarl | Cape Cobras | – | Highveld Lions |
|                          |       |             |   |                |

| 5. – 8. Januar Scorecard | Bloemfontein | Knights | – | Titans |
|                          |              |         |   |        |

| 12. – 15. Januar Scorecard | Kimberley | Knights | – | Dolphins |
|                            |           |         |   |          |

| 12. – 15. Januar Scorecard | Benoni | Titans | – | Highveld Lions |
|                            |        |        |   |                |

| 12. – 15. Januar Scorecard | Port Elizabeth | Warriors | – | Cape Cobras |
|                            |                |          |   |             |

| 19. – 22. Januar Scorecard | Pietermaritzburg | Dolphins | – | Highveld Lions |
|                            |                  |          |   |                |

| 26. – 29. Januar Scorecard | Bloemfontein | Knights | – | Warriors |
|                            |              |         |   |          |

| 26. – 29. Januar Scorecard | Centurion | Titans | – | Cape Cobras |
|                            |           |        |   |             |

| 2. – 5. Februar Scorecard | Paarl | Cape Cobras | – | Knights |
|                           |       |             |   |         |

| 2. – 5. Februar Scorecard | Pietermaritzburg | Dolphins | – | Titans |
|                           |                  |          |   |        |

| 2. – 5. Februar Scorecard | East London | Warriors | – | Highveld Lions |
|                           |             |          |   |                |

| 9. – 12. Februar Scorecard | Durban | Dolphins | – | Cape Cobras |
|                            |        |          |   |             |

| 9. – 12. Februar Scorecard | Johannesburg | Highveld Lions | – | Knights |
|                            |              |                |   |         |

| 9. – 12. Februar Scorecard | Benoni | Titans | – | Warriors |
|                            |        |        |   |          |